# Мозговая атака
Мозговая атака (англ. Mindstorm) — канадский фильм 2001 года режиссёра Ричарда Пепина.

## Сюжет
Когда частный детектив-экстрасенс Трейси Уэллман нанимается кандидатом в президенты, сенатором Уильямом Армитеджем помочь найти его пропавшую дочь Райанну, она сталкивается с лидером телепатического культа Дэвидом Мендесом, который помогает ей узнать, что они оба были продуктами экспериментов холодной войны. Мендес хочет отомстить Армитажу, который в то время был директором АНБ, и который предал программу советам. С помощью своего друга, агента ФБР Дэна Оливера, Уэллман позже обнаруживает, что мотивы Мендеса выходят далеко за рамки мести, заставляя ее противостоять своему прошлому и своим отсутствующим воспоминаниям.

## В ролях
- Эммануэль Вожье — Трейси Уэллман
- Эрик Робертс — Дэвид Мендес
- Майкл Айронсайд— сенатор Уильям Армитедж
- Антонио Сабато-младший — агент ФБР Дэн Оливер
- Уильям Б. Дэвис — доктор Пэриш
- Кларенс Уильямс III — Уолтер Голден
- Велизар Бинев — Джозеф